# توماس إي. وين
توماس إي. وين (بالإنجليزية: Thomas E. Winn)‏ هو محامي وسياسي أمريكي، ولد في 21 مايو 1839 في الولايات المتحدة، وتوفي في 5 يونيو 1925 في نفس البلد. حزبياً، نشط في الحزب الديمقراطي. وقد انتخب عضو مجلس النواب الأمريكي.